# Domoș
Domoș (mađ. Dámos) je rijeka u Rumunjskoj, lijevi pritok Crișul Repede.  Ulijeva se u Crișul Repede u Huedinu. Duljina joj je 12 km, a površina porječja je 27 km2.